# Denni Djozic
Denni Djozic (* 2. Oktober 1991 in Speyer) ist ein deutscher Handballspieler.
Der Rechtshänder hat eine Körperlänge von 1,75 m und wiegt 75 kg. Er spielt auf der Position Linksaußen.
2010 wechselte er von der SG Nußloch zur 2. Mannschaft der Rhein-Neckar Löwen. Nach zwei Spielzeiten in der Baden-Württemberg Oberliga und dem Aufstieg in die 3. Liga, schaffte er 2012 den Sprung in den Bundesliga-Kader.
Im Februar 2013 feierte Djozic sein Profi-Debüt im EHF Europa Pokal gegen den ukrainischen Klub HK Motor Saporischschja. Im Halbfinale des EHF-Pokals gegen den deutschen Klub Frisch Auf Göppingen kam Djozic vor 5000 fanatischen Zuschauern im Hexenkessel von Nantes zum Einsatz und erzielte ein Tor. Einen Tag darauf, am 19. Mai 2013, gewann er mit den Rhein-Neckar Löwen im Finale gegen den Gastgeber HBC Nantes den EHF Europa Pokal. Im Sommer 2014 wechselte er zum Bundesligisten HBW Balingen-Weilstetten, wo er von Saisonbeginn an Stammspieler und mit 90 Saisontoren erfolgreich war. In der Saison 2015/16 wechselte er zum ambitionierten Zweitligisten HC Erlangen, mit dem er den Aufstieg in die Bundesliga feiern konnte. Anschließend wechselte er in seine rheinland-pfälzische Heimat zu den Eulen Ludwigshafen, mit denen er 2017 in die 1. Bundesliga aufstieg und mit seinen konstant starken Leistungen großen Anteil am überraschenden Klassenerhalt 2018 hatte. Ab Februar 2019 spielte er für den Drittligisten TSG Haßloch, wo er 2024 seine aktive Karriere als Handballer beendete.
Djozic galt in seiner aktiven Zeit als Handballer als ein sehr trickreicher Spieler, der aus den aussichtslosesten Situationen Tore erzielen konnte. Zudem war er ein sicherer 7-Meter Werfer.
Er brach in der Saison 2017/2018 den Rekord mit den meisten verwandelten 7-Metern in einem Bundesligaspiel. Am 17. Mai 2018 verwandelte er im Bundesligaspiel gegen die MT Melsungen 11 Strafwürfe und brach somit einen langjährigen Bundesligarekord.
Da Djozics Eltern aus Bosnien und Herzegowina stammen, hatte er neben der deutschen auch das Recht auf die bosnische Staatsangehörigkeit. 2013 wurde er in die bosnische Nationalmannschaft berufen, konnte aber aufgrund einer Knieverletzung in den Qualifikationsspielen gegen Russland und Österreich nicht eingesetzt werden und stand nicht im Kader.